# Rhino (personaggio)
Rhino, il cui vero nome è Aleksei Mikhailovich Sytsevich, è un personaggio dei fumetti statunitensi, creato da Stan Lee (testi) e John Romita Sr. (disegni), pubblicato dalla Marvel Comics. La sua prima apparizione avviene in The Amazing Spider-Man (prima serie) n. 41 (ottobre 1966).
Il personaggio è un delinquente russo che ha subito una procedura sperimentale che gli ha conferito una copertura di pelle artificiale e una forza sovrumana. Ribellandosi agli scienziati responsabili della sua trasformazione, Rhino usò i suoi nuovi poteri per diventare un criminale di successo, e presto si scontrò con supereroi come Spider-Man e Hulk. È stato anche membro di più squadre di supercriminali, tra cui gli Emissari del male e i Sinistri Sei.

## Biografia del personaggio
Aleksei Sytsevich era un membro della mafia russa che si sottopose volontariamente a una serie di trattamenti chimici e radioattivi per dargli una pelle artificiale che gli avrebbe conferito una forza sovrumana. Aleksei aveva bisogno di denaro per far espatriare la sua famiglia dalla Russia. Ad un certo punto, venne avvicinato da due spie di un paese straniero, che gli proposero di sottoporsi ad un trattamento che lo avrebbe reso un agente inarrestabile, Aleksei accettò. Venne quindi dotato di super forza ed inserito in un'armatura costruita con un materiale virtualmente indistruttibile. Divenne quindi Rhino e riuscì ad accumulare abbastanza soldi da portare la sua famiglia in America. Ben presto, comunque, abbandonò i suoi vecchi capi, convinto di poter continuare l'attività di supercriminale da solo. Rhino si è battuto più volte con l'Uomo Ragno (da solo o al fianco di altri criminali) ma l'agilità, la forza e l'astuzia dell'Arrampicamuri hanno sempre avuto la meglio sulla sua forza bruta. Dopo anni di carriera criminale, Aleksei decide di cambiare vita e quindi smette di essere Rhino. Si sposa con una donna di nome Oksana, che gli fa riscoprire la sua umanità. L'identità di Rhino viene però reclamata da un altro criminale, assoldato da Sasha Kravinoff, che indossa una nuova versione dell'armatura di Rhino, creata appositamente dalla dottoressa Trauma. Il nuovo Rhino attacca Aleksei Sytsevich per reclamare il suo diritto ad essere Rhino, ma viene fronteggiato prima da Spider-Man e poi da Aleksei stesso, il quale è inizialmente riluttante alla battaglia. Tuttavia Aleksei lo sfida ad affrontarlo a mezzanotte. Questo si rivelerà poi solo un trucco dell'originale Rhino per evitare che altri innocenti ci vadano di mezzo. Lui e Okhsana finiscono nel programma di protezione testimoni e tentano di fuggire sotto scorta. Tutto questo però non ferma il nuovo Rhino, che attacca il furgone sul quale viaggiano. Durante questo attacco Oksana Sytsevich rimane uccisa. Aleksei, oramai giunto al limite, decide di indossare nuovamente i panni di Rhino e affrontare una volta per tutte il nemico. Lo scontro che segue, vede il Rhino originale indiscusso vincitore e nemmeno l'Uomo Ragno riesce ad impedire che Aleksei uccida il nuovo Rhino, causando una tremenda esplosione nella quale sembra perire anche Aleksei stesso. Successivamente si scopre che Rhino non è morto e si è unito al nuovo gruppo dei Sinistri Sei del Dottor Octopus.

### Fino alla fine del mondo
Nel corso della saga: "Fino alla fine del mondo", Rhino sembra fin dall'inizio essere a conoscenza del vero piano di Octavius; nell'ultimo numero rivela di voler vedere la distruzione del mondo, in quanto la giudica la giusta vendetta per la morte di sua moglie, dimostrando di essere, oramai, caduto totalmente preda della follia. Con l'affondamento della base di Octavius sembrerà perire assieme a Silver Sable (che in realtà è sopravvissuta allo scontro grazie ad una tuta speciale)

### Ritorno
Aleksei si rivela essere ancora vivo diversi mesi dopo, rifugiatosi in Tahuexico, al largo della costa del Guatemala subito dopo la sua morte apparente. Non ancora elaborato il lutto di Oksana, Rhino viene tuttavia raggiunto da uno strano uomo vestito di rosso, che, pur di ricevere in cambio i suoi servigi, riporta apparentemente in vita sua moglie (in realtà uno dei cloni ben riusciti dal criminale).

## Poteri e abilità
Una serie di trattamenti chimici mutageni e radiazioni forniscono a Rhino forza, velocità, resistenza e durata sovrumane, tutte ulteriormente migliorate da un trattamento con radiazioni gamma.
La sua forza sovrumana gli consente di tener testa a forzuti del calibro di Luke Cage e della Cosa. La muscolatura potenziata di Rhino è molto più efficiente di quella di un essere umano normodotato e genera molte meno tossine della fatica durante l'attività fisica. La velocità sovrumana di Rhino gli consente di correre fino a 140 chilometri all'ora, specialmente su brevi distanze. Sytsevich "carica" spesso i suoi avversari in questo modo, permettendogli di causare gravi danni alla maggior parte dei nemici nell'area circostante. Rhino è, tuttavia, noto per la sua mancanza di agilità e tempi di reazione lenti, che gli rendono difficile cambiare direzione quando corre ad alta velocità e gli fanno perdere l'obiettivo e collidere con l'oggetto sbagliato. In quanto tale, il suo stile di combattimento si concentra maggiormente sugli attacchi in mischia. Anche così, i suoi estremi livelli di forza e resistenza alle lesioni lo rendono un avversario formidabile indipendentemente dalle abilità di combattimento di un nemico. Nonostante ciò, la sua bassa intelligenza e il suo prevedibile modo di combattere, privo di ogni strategia e basato solo sull'uso della massa corporea, fanno sì che Rhino venga facilmente sconfitto da avversari più astuti (Rhino è stato ad esempio sconfitto da Misty Knight, un'esperta di arti marziali priva di superpoteri). Tuttavia nel corso de "La sfida", ha dimostrato di possedere potenza e ferocia animalesche come mai prima d'ora, che gli hanno permesso di sconfiggere senza alcuno sforzo una versione più avanzata di se stesso.

### Costume da rinoceronte
Sytsevich possiede una spessa tuta polimerica che ricorda il fisico di un rinoceronte, comprese due corna, e copre tutto tranne la faccia. La tuta è resistente ai danni e alle temperature estreme e le corna sono in grado di penetrare in lamiere d'acciaio da due pollici. La sua prima tuta, più rozza, era originariamente incollata alla sua pelle dopo lo schianto di un razzo, e ha fatto diversi tentativi per far rimuovere la tuta. Dopo la distruzione della prima tuta, Justin Hammer ha creato una seconda tuta rimovibile, che consente a Sytsevich di resistere alla maggior parte dei proiettili di grosso calibro, temperature estreme e forze d'impatto. Inoltre aumenta ulteriormente la sua forza e durata.

## Versione Ultimate
Rhino compare anche nell'universo Ultimate, con il nome di Alexander O'Hirn: in questo universo è un semplice ragazzo che ha rubato all'esercito militare degli Stati Uniti d'America il prototipo di una speciale armatura da rinoceronte che ora indossa per compiere furti. La potente armatura gli dona forza e resistenza sovrumane (Rhino può, tra le altre cose, sollevare tra le 25 e le 75 tonnellate) e incorpora corna e aculei letali.

## Altri media

### Cinema
- Dei concept art di Jeffrey Henderson pubblicati a giugno 2016 e le dichiarazioni dell'illustratore stesso confermano che nel mai realizzato Spider-Man 4 era previsto un montaggio che includeva numerosi villain: "villain di serie C o D che non avrebbero mai usato come antagonisti principali. Mysterio interpretato da Bruce Campbell, Shocker, Prowler, Rhino e credo persino Stilt-Man".[5][6][7]
- Aleksei Sytsevich, alias Rhino, compare nel film The Amazing Spider-Man 2 - Il potere di Electro (2014), interpretato da Paul Giamatti. Egli apparirà come un personaggio marginale e nella sua versione umana, all'inizio del film, dove cerca di rubare un carico di plutonio. Viene però fermato da Spider-Man poco dopo. Aleksei riapparirà nella scena finale, dove sfrutterà la temporanea assenza dell'Uomo Ragno per seminare il panico tra le strade di New York con la sua nuova armatura donatagli dalla Oscorp: Rhino. Questa versione è ispirata alla controparte Ultimate del personaggio, infatti non si tratta di una tuta, ma di una vera e propria armatura, dotata anche di armi da fuoco sulle braccia e due lanciarazzi sulla schiena.
  - Era stato confermato il ritorno del personaggio nel terzo film di The Amazing Spider-Man prima che il progetto venisse cancellato a seguito dell'ingresso di Spider-Man nell'MCU.
- Nel film del Marvel Cinematic Universe Spider-Man: No Way Home (2021), Rhino di Marc Webb viene brevemente menzionato da Peter-Tre quando Peter-Uno gli domanda quale è stato l'avversario più strano mai affrontato dagli Spider-Man nei loro universi alternativi. Il personaggio fa anche una fugace apparizione verso lo scontro finale: quando il Dottor Strange tenta di chiudere le barriere del Multiverso, nel cielo appaiono le sagome di personaggi da altri universi, tra cui quella di Rhino.[8]
- Rhino compare nuovamente come antagonista principale nel sesto film del Sony's Spider-Man Universe Kraven - Il cacciatore (2024), interpretato da Alessandro Nivola.

### Televisione
- Rhino è comparso nella serie animata L'Uomo Ragno.
- Nella serie animata Spider-Man - L'Uomo Ragno, Rhino è un ladro al servizio di Kingpin ed ha fatto parte dei Perfidi Sei.
- Rhino è ricomparso nella serie animata The Spectacular Spider-Man; qui il suo nome è quello dell'universo Ultimate, Alex O'Hirn ed è amico dell'Uomo Sabbia. Prima delle loro rispettive trasformazioni, i due erano complici e vennero arrestati varie volte da Spider-Man. Su richiesta di Lapide, Norman Osborn e il suo braccio destro Otto Octavius lo doteranno di una corazza permanente a forma di rinoceronte. Sconfitto da Spider-Man, si unirà in seguito ai Sinistri Sei, ma il gruppo sarà sconfitto dal simbionte. Sconfitto nuovamente con la nuova formazione dei Sei, in un'occasione arriverà addirittura ad allearsi con Spider-Man per impedire che i dati relativi alla sua corazza siano diffusi, ma cercherà comunque di uccidere l'eroe, venendo sconfitto e imprigionato. Parteciperà alla rivolta carceraria ordita da Goblin, ma verrà fermato dal sacrificio di Walter Hardy.
- Rhino ritornerà anche nella nuova serie animata Ultimate Spider-Man, anche qui il vero nome del personaggio è Alex O'Hirn, contrariamente al fumetto Ultimate in questa serie Alex viene rappresentato come un teenager preso in giro da Flash Thompson, quindi dopo aver rubato del DNA di rinoceronte dal laboratorio del dottor Curt Connors, lo berrà per poi trasformarsi in Rhino, in un primo tentativo di vendetta viene sconfitto sia da Spider-Man che da Luke Cage. Ritornerà più avanti e farà parte del noto gruppo dei Sinistri Sei. Poi però verrà convinto da Spider-Man e Hulk a diventare un supereroe, unendosi alla squadra dello S.H.I.E.L.D.
- Rhino compare nell'anime Disk Wars: Avengers.
- Rhino compare come uno degli antagonisti ricorrenti nella serie animata Spider-Man.
- Il personaggio compare anche nella serie animata su Disney Junior Spidey e i suoi fantastici amici.

### Videogiochi
- Rhino appare in Spider-Man.
- Rhino appare in Spider-Man 2, basato sul film del 2004.
- Rhino appare in Ultimate Spider-Man. In questa verisone la sua armatura è prodotta dalle industrie di Bolivar Trask, e una copia di maggiori dimensioni della sua testa si può notare nei laboratori Trask durante lo scontro contro Carnage.
- Rhino appare in Marvel: La Grande Alleanza, nel Mondo Assassino di Arcade, ad Asgard e nel disco di simulazione della Cosa.
- Rhino appare personaggio giocabile in Spider-Man: Amici o nemici.
- Rhino appare in Spider-Man: Il regno delle ombre.
- Rhino appare in The Amazing Spider-Man, basato sul film del 2012, come ibrido fuggito dalla Oscorp.
- Rhino appare personaggio giocabile in Marvel: Sfida dei campioni.
- Rhino appare in Marvel Heroes.
- Rhino appare in Marvel Strike Force.
- Rhino appare in Spider-Man, in cui viene fatto evadere di prigione dal Dottor Octopus e fa squadra con Scorpion, con la promessa di essere liberato dalla tuta che lo imprigiona.
- Rhino appare in Spider-Man: Miles Morales.